# Dave Boyes
Dave Boyes, född den 26 augusti 1964 i St. Catharines, Ontario, är en kanadensisk roddare.
Han tog OS-silver i lättvikts-fyra utan styrman i samband med de olympiska roddtävlingarna 1996 i Atlanta.